# 室井勝
室井 勝（むろい まさる、1944年または1945年 - ）は、日本の地方公務員。福島県総務部長、同出納長、同信用保証協会会長を歴任。瑞宝中綬章受章。

## 人物・経歴
1970年 (昭和45年) 3月 中央大学法学部卒業。福島県庁入庁、2001年 (平成13年) 4月 南澤大二郎の後任として生活環境部長、総務部長、2004年4月 同職を鈴木泰雄と交代し福島県出納長就任。2005年2月 地方職員共済組合監事を兼務、2008年3月 出納長を辞職。
県庁退職後、福島県信用保証協会会長、福島県立医科大学顧問、福島県退職公務員連盟会長。

## 栄典
- 2015年11月 秋の叙勲で地方自治功労により瑞宝中綬章を受章した[1]